# تاجية بنت يحيي
تاجية بنت بحى بن منصور بن أبي السعادات الحسنية اليمنية وكانت تلقب بست اليمن، وهي شريفة سكنت القاهرة في أواخر سنة 700 هـ.